# Popis hrvatskih veleposlanika na Mauricijusu
Republika Hrvatska i Republika Mauricijus održavaju diplomatske odnose od 3. rujna 1997. Sjedište veleposlanstva je u Pretoriji.

## Veleposlanici
Hrvatska nema rezidentno veleposlanstvo na Mauricijusu. Veleposlanstvo RH u Republici Južnoj Africi pokriva Bocvanu, Burundi, Kenija, Komore, Lesoto, Madagaskar, Malavi, Mauricijus, Mozambik, Namibiju, Ruandu, Sejšele, Svazi, Ujedinjenu Republiku Tanzaniju, Ugandu, Zambiju i Zimbabve.
| Veleposlanik           | Postavljenje       | Opoziv             | Sjedište |
| ---------------------- | ------------------ | ------------------ | -------- |
| Tvrtko Andrija Mursalo | 21. kolovoza 1998. | 1. kolovoza 1999.  | Pretoria |
| Matko Županić          | 2. svibnja 2002.   | 31. prosinca 2005. | Pretoria |
| Ivan Picukarić         | 20. lipnja 2006.   | 31. prosinca 2010. | Pretoria |
| Nenad Prelog           | 12. svibnja 2016.  |                    | Pretoria |

## Vanjske poveznice
- Mauricijus na stranici MVEP-a